# 2000年夏季奥林匹克运动会苏里南代表团
苏里南共派出2名男运动员和2名女运动员参加了澳大利亚悉尼举办的2000年夏季奥林匹克运动会两个大项的比赛。该国参赛的所有选手最终均止步预赛。

## 各项目结果

### 田径
男子100米
- Guillermo Dongo

- 第一轮 — 11.1 (未晋级)

女子800米
- 莱蒂蒂亚·弗里斯德

- 第一轮 — 02:02.09 (未晋级)

### 游泳
男子100米仰泳
- Mike Fung A Wing

- 热身赛 — 59.06 (未晋级)

女子200米混合泳
- 卡洛琳·爱迪尔

- 热身赛 — 02:19.17 (未晋级)

女子400米混合泳
- 卡洛琳·爱迪尔

- 热身赛 — 04:57.90 (未晋级)